# Ducati 748
La 748 est une moto de chez Ducati de type sportive. Sa production débuta en 1995 pour se terminer en 2003.

## Les différents modèles

### 748 Biposto
La Ducati 748 apparait en 1995 et sort du catalogue en 1999. Esthétiquement, elle est la copie de la grande sœur 916. Elle est livrable en rouge ou jaune, et, comme son nom l'indique, uniquement en version biposto (deux places).
On retrouve le moteur Desmoquattro à 4 soupapes par cylindre "dégonflé", qui délivre quand même 97 chevaux. L'alimentation se fait toujours par injection électronique. La boîte de vitesses est celle de la 916, néanmoins l'étagement des quatre derniers rapports est modifié.
Le cadre, les suspensions, le freinage sont repris de la 916. La monte de pneu d'origine de la 748 est légèrement plus petite que la 916, bien que les jantes soient identiques. La 748 est chaussée de 120/60 à l'avant et de 180/55 à l'arrière, contre 120/70 et 190/50 pour la 916.

### 748 SP
La 748 SP (pour Sport Production) apparait en 1995, pour rester deux ans au catalogue. Elle n'est disponible qu'en jaune, avec la coque arrière blanche. C'est une stricte monoplace.
Côté moteur, le diagramme de distribution et le rapport de compression sont revus, entrainant un gain de 6 chevaux à 11 000 tr/min. Le couple augmente également. Il passe à 8 mkg à 8 500 tr/min. Un radiateur d'huile favorise le refroidissement.
Côté partie cycle, les différences sont l'adoption d'un monoamortisseur Öhlins à la place du Showa, de disques avant en fonte, de durits aviation et d'un levier de frein réglable. Le poids est de 194 kg.

### 748 Strada
La 748 Strada constitue la première grosse évolution de la machine, en 1999. Elle reçoit de nombreuses améliorations, aussi bien sur le plan technique (nouvel alternateur, embrayage revu…), que sur le plan esthétique (modification du carénage et du réservoir). Le poids est en baisse de 6 kg.

### 748 SPS
Également en 1999, la version SPS remplace la SP. Toujours disponible uniquement en jaune, les modifications sont surtout d'ordre esthétique. Le poids grimpe de 6 kg.

### 748
En 2000, la Strada change de nom et s'appelle simplement 748. Elle est disponible en rouge ou jaune, mono ou biposto.

En 2001, les principales modifications apportées sont les nouvelles jantes Brembo.
Elle tire sa révérence en 2003, remplacée par la 749.

### 748 S
Apparue en 2000, la version S est une extrapolation de la 748, qui n'évolue que sur quelques détails comme les suspensions Showa avec traitement TIN et les jantes Marchesini cinq branches.

En 2001, elle adopte les mêmes modifications que la 748.

Elle est retirée du catalogue en 2002

### 748 R

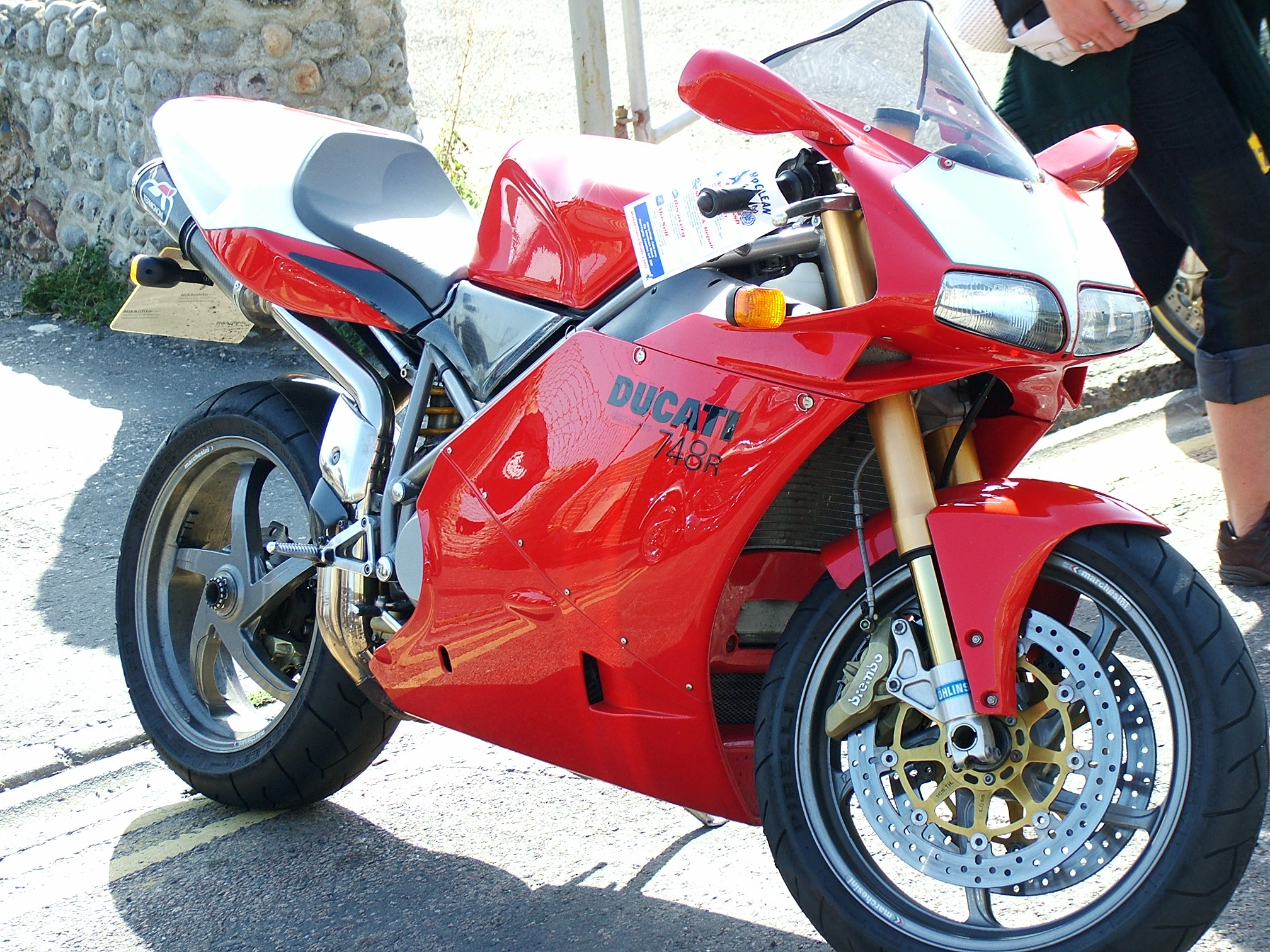
748R

Apparue également en 2000 et commercialisée pendant deux ans, elle hérite du cadre, du système de freinage et des suspensions de la 996 R. Le moteur est amélioré, il développe la puissance 106 chevaux à 11 500 tr/min pour un couple de 7,6 mkg à 9 000 tr/min. Elle joue sur un allègement de ses pièces maximum, embiellage en titane et l'emploi abondant de pièces en carbone permettant de revendiquer un poids à sec de 192 kg, les versions K1 et K2 sont limitées a 1 000 exemplaires par an et numérotées, elles reçoivent un amortisseur et une fourche Ohlins, livrées avec des sorties inox + Termignoni carbone, une bequille de stand et une housse,